# Allan Wood
Allan Wood (n. 16 mai 1943, Wollongong, Noul Wales de Sud, Australia – d. octombrie 2022, Queensland, Australia) a fost un înotător ce a reprezentat Australia, medaliat olimpic. A participat la 2 ediții ale Jocurilor Olimpice (1960, 1964) în care a câștigat 4 medalii de bronz.